# Eumenes micropunctatus
Eumenes micropunctatus är en stekelart som beskrevs av Giordani Soika 1975. Eumenes micropunctatus ingår i släktet krukmakargetingar, och familjen Eumenidae.

## Underarter
Arten delas in i följande underarter:
- E. m. flavolimbatus
- E. m. kenyaensis
- E. m. usambaraensis